# Рана, Падма Шамшер
Фельдмаршал Падма Шамшер Джанг Бехадар Рана (непальск. पद्मसम्शेर जंगबहादुर राणा; 5 декабря 1882 — 11 апреля 1961, Калькутта, Индия) — непальский государственный деятель, премьер-министр Непала (1945—1948). Из династии Рана.

## Биография
Представитель консервативной феодальной семьи Рана, контролировавшей страну более века и превратившей королевскую власть в номинальную. Являлся махараджей Ламджунга и Каски.
В 1945—1948 годах — премьер-министр Непала. В период его правления 4 марта 1947 года состоялась забастовка промышленных рабочих в Биратнагаре, 15 июня 1947 года начались выступления студентов санскритского колледжа Тин Дхара, а партия Непальский национальный конгресс инициировала кампанию ненасильственного гражданского неповиновения, что заставило правительство Рана пойти на уступки.
16 мая 1947 года были анонсированы будущие реформы, предусматривающие конституционное обновление монархического правления и включали внедрение конституции, создание независимой судебной власти, проведение выборов в муниципальные и районные комитеты. Однако отставка Падма Шамшер Рана и приход к власти его племянника Мохана Шамшера Рана перечеркнула намеченный процесс модернизации.

## Награды
- Кавалер Большого Креста ордена Британской империи (1920)
- Рыцарь-командор ордена Индийской империи (1929)
- Рыцарь-командор ордена Звезды Индии (1936)
- Рыцарь Великий Командор ордена Звезды Индии (1945)
- Орден Священного треножника Тайваня первой степени (1946)
- Командор ордена «Легион почёта» США (1946)
- Рыцарь Великого креста ордена Нидерландского льва (1948)